# De Tafelronde
De Tafelronde was de naam van een Vlaamse literaire kring, opgericht in 1953 door de Vlaamse schrijver Paul Lebeau, en van het gelijknamige tijdschrift opgericht in hetzelfde jaar op initiatief van Paul de Vree, met onder meer Paul Lebeau als medeoprichter. 
Het tijdschrift, dat in oorsprong werd beschouwd als conservatief en katholiek, bleef verschijnen tot in 1981.
Verleenden onder meer hun medewerking aan het tijdschrift, of publiceerden erin: Albe, Adriaan de Roover, Paul Lebeau, Oskar van der Hallen, Ivo Michiels, Adriaan Peel, Paul Snoek, Paul de Vree, Paul de Wispelaere.